# 1. FC Karlovy Vary
1. FC Karlovy Vary – czeski klub piłkarski z siedzibą w Karlowych Warach na zachodzie kraju.

## Historia
Chronologia nazw:
- 2001–2007: SK Buldoci Karlovy Vary-Dvory (po fuzji TJ Karlovy Vary-Dvory i SK VTJ Slavia Karlovy Vary)
- 2007–2009: FC Buldoci Karlovy Vary
- 2009–...: 1. FC Karlovy Vary

Klub został założony w 2001 roku jako SK Buldoci Karlovy Vary-Dvory po fuzji TJ Karlovy Vary-Dvory i SK VTJ Slavia Karlovy Vary. W wyniku połączenia klub Slavia przeniósł prawa do piłki nożnej klubowi TJ Karlovy Vary-Dvory, co dało możliwość kontynuować historię pierwszego klubu Karłowych War, założonego w 1928 roku.
Historia klubu TJ Karlovy Vary-Dvory sięga lat powojennych, kiedy to na przedmieściach Karlowych War w dzielnicy Dvory po II wojnie światowej został zorganizowany SK Dvory. Z biegiem lat klub zmienił nazwę na Baník Dvory, TJ Karlovarské sklo Moser Dvory, a od 1970 grał pod nazwą TJ Karlovy Vary-Dvory. Na początku swego istnienia zespół występował w rozgrywkach amatorskich.
Począwszy od roku 1969 grał na boisku żużlowym i dopiero od 1993 roku na murawie. W 1970 roku obok boiska zbudowano kabiny, różne udogodnienia i restaurację. Kompleks obejmuje korty do tenisa i boisko do siatkówki.
Zespół TJ Karlovy Vary-Dvory przez długi czas przebywał w cieniu bardziej znanego sąsiada SK Slavia Karlovy Vary występującego swego czasu w II czechosłowackiej lidze. W sezonie 1994/1995 zespół grał jeszcze w klasie 1B, a następnie co roku zdobywał coraz lepsze wyniki. W sezonie 1997/1998 debiutował w IV lidze zdobywając wicemistrzostwo dywizji B. W tamtym czasie inny miejscowy rywal Slavia, borykając z problemami finansowymi, zajęła ostatnie 16. miejsce i spadła do rozgrywek regionalnych. W 1999 TJ Karlovy Vary-Dvory zwyciężył w dywizji B i awansował do III ligi czeskiej.
W roku 2001 po fuzji TJ Karlovy Vary-Dvory z Slavią został utworzony SK Buldoci Karlovy Vary-Dvory. Jednak pierwszy wspólny sezon 2001/02 był nieudany – przedostatnie 17. miejsce i spadek do IV ligi. Po roku gry w niższej lidze powrócił w 2003 do III ligi. W 2007 klub zmienił nazwę na FC Buldoci Karlovy Vary, a w 2009 na 1. FC Karlovy Vary. W sezonie 2013/14 zajął 16. miejsce i spadł do IV ligi.

## Sukcesy

### Trofea międzynarodowe
Nie uczestniczył w rozgrywkach europejskich (stan na 31-05-2014).

### Trofea krajowe
Czechy
| \| \| Zdobyte trofea w rozgrywkach Czech (stan na: 31-05-2014) \| |                                                          |      |          |
| Rozgrywki                                                         | Osiągnięcie                                              | Razy | Sezon(y) |
| · Mistrzostwo                                                     | I miejsce                                                | 0    |          |
| · Mistrzostwo                                                     | II miejsce                                               | 0    |          |
| · Mistrzostwo                                                     | III miejsce                                              | 0    |          |
| · Puchar                                                          | zdobywca                                                 | 0    |          |
| · Puchar                                                          | finalista                                                | 0    |          |
| · Puchar                                                          | 1/16 finału                                              | 1    | 2010     |
| II liga                                                           | I miejsce                                                | 0    |          |
| II liga                                                           | II miejsce                                               | 0    |          |
| II liga                                                           | III miejsce                                              | 0    |          |
| Czechy                                                            | Zdobyte trofea w rozgrywkach Czech (stan na: 31-05-2014) |      |          |

- III liga czeska w piłce nożnej
  - 5. miejsce (2x): 2005, 2008

## Stadion
Klub rozgrywał swoje mecze domowe na stadionie TJ Karlovy Vary-Dvory, który może pomieścić 2000 widzów.